# نفرینا
نفرینا (انگلیسی: Nefrina؛ ‏مصری باستان: nfr-ii-n به معنای خوبی به ما رسیده است) زنی بود که در حوالی سال ۲۵۰ پیش از میلاد در شهر اخمیم مصر باستان زندگی می‌کرد و احتمالاً در سال حوالی ۲۷۵ قبل از میلاد درگذشت. علت مرگ احتمالی وی از عوارض ناشی از شکستگی لگن بوده است. او به روش معمول اعیان و اشراف مومیایی شده است. پدرش، ایرتوئورو، یکی از اعضای روحانیون بود. مادرش ایرتی-رو نوازنده سیستروم (جغجغهٔ سیمی نیایشی) برای مین بود.
امروز
مومیایی نفرینا در حال حاضر در موزه عمومی ردینگ، پنسیلوانیا ایالات متحده آمریکا در معرض نمایش است. این موزه نفرینا را در سال ۱۹۳۰ به صورت امانت از دانشگاه پنسیلوانیا دریافت کرد. مومیایی او توسط موزه در سال ۱۹۴۹ رسماً خریداری شد. با استفاده از تصاویر سی‌تی اسکن تهیه شده در سال ۲۰۰۳، چهره او در مجسمه ای توسط هنرمند پزشکی قانونی فرانک بندر بازسازی شده است.